# Prince of Wales FC
El Prince of Wales FC fue un equipo de fútbol de Gibraltar que alguna vez jugó en la Gibraltar Premier Division, la máxima categoría de fútbol del territorio de ultramar británico.

## Historia
Fue fundado en el año 1892 en el territorio de ultramar de Gibraltar y es el club de fútbol más viejo del territorio e inicialmente el club estaba compuesto exclusivamente por miembros de la armada británica radicados en Gibraltar, pero fue el primer equipo de fútbol en donde los civiles manifestaron su descontento con el hecho de que los equipos de fútbol solo tenían militares, y ya querían ciudadanos del territorio en los equipos, y posteriormente nacieron el Gibraltar FC y el Jubilee. Dos años después nace la Gibraltar Civilian Football Association, la cual organizó el primer torneo de fútbol en Gibraltar, la Merchants Cup.
En 1895 se convirtió en uno de los equipos fundadores de la Gibraltar Premier Division, y Prince of Wales se proclamó campeón de liga en 19 ocasiones, un récord hasta que el Lincoln Red Imps FC lo dejó atrás años después.
Durante la Segunda Guerra Mundial, el Prince of Wales sostuvo una rivalidad con el Britannia FC y el club se mantuvo activo hasta su desaparición en 1954.

## Palmarés
- Gibraltar Premier Division: 19

1900/01, 1902/03, 1903/04, 1905/06, 1908/09, 1913/14, 1916/17, 1918/19, 1920/21, 1921/22, 1922/23, 1924/25, 1925/26, 1926/27, 1927/28, 1930/31, 1938/39, 1939/40, 1952/53
- Rock Cup: 1

1949